# High Spirits (Band)
High Spirits ist eine US-amerikanische Heavy-Metal-Band aus Chicago, Illinois mit Einflüssen aus Classic Rock und der New Wave of British Heavy Metal. Sie wurde im Jahr 2009 von Chris Black gegründet, der zuvor unter anderem schon bei den Bands Nachtmystium, Pharaoh und Dawnbringer in Erscheinung getreten war. Er gründete die Band nach eigenen Angaben aus einer „Schnapsidee“ heraus als „kleine Nebenbeschäftigung“, weil er „vom Zustand der hiesigen “Szene” [gelangweilt war]“.

## Geschichte
Black spielte im Gründungsjahr im Alleingang zwei unbetitelte Demoaufnahmen mit jeweils vier Liedern ein, welche das Label seiner eigenen Untergrund-Plattenfirma Planet Metal trugen. Diese Demos erschienen kombiniert und um zwei Bonustracks ergänzt noch im gleichen Jahr unter dem Namen High Spirits erneut, zuerst abermals als eigenveröffentlichte CD-R und Schallplatte in neutraler weißer Hülle, später dann auch als professionelle CD bei Cruz del Sur Music beziehungsweise Schallplatte bei dem deutschen Plattenlabel High Roller Records. Nach der 2010 erschienenen Single Let's Rock / Running Home nahm Black das eigentliche Debütalbum Another Night auf, welches im darauffolgenden Jahr veröffentlicht wurde. Wiederum war die Erstauflage nur bei ihm direkt zu erwerben, ehe erneut Lizenzausgaben durch High Roller Records erschienen, diesmal sowohl auf CD wie auch auf Schallplatte. Das Album bekam bei „Spiegel Online“ acht von zehn Punkten. 
Die Band besteht neben Black aus den Livemitgliedern Mike Bushur, Bob Scott, Scott Hoffman und Ian Sugierski. Während erstere auch bei der Band Züül zusammen aktiv sind, spielen letztere in jeweils einer weiteren Band mit Chris Black zusammen, nämlich Dawnbringer beziehungsweise Superchrist. Das Booklet des Albums Another Night nennt als an der Aufnahme beteiligte Musiker „Sanford, Chris [und] Matt“, in einem Interview gab Black jedoch an, man höre auf Another Night nur ihn.

## Stil
Die Band spielt Heavy Metal mit Einflüssen aus diversen Rock- und Metal-Genres der 1970er- und 1980er-Jahre. Hervorgehoben wurden die „hervorragend eingebetteten Thin-Lizzy-Double-Lead-Attacken“ sowie die Kompaktheit und Eingängigkeit der Kompositionen. Die Musik auf Another Night wurde mit melodischen Bands der New Wave of British Heavy Metal wie Tygers of Pan Tang, Praying Mantis, den frühen Iron Maiden und Tytan verglichen. Der Gesang Blacks wurde als „verdächtig nach Mike Tramp klingend“ beschrieben.

## Diskografie
Studioalben
- 2011: Another Night (Eigenveröffentlichung; Wiederveröffentlichung durch High Roller Records)
- 2014: You Are Here (High Roller Records)
- 2016: Motivator (High Roller Records)
- 2020: Hard to Stop (High Roller Records)
- 2023: Safe on the Other Side (High Roller Records)

Singles und EPs
- 2010: Let's Rock / Running Home (Single, Eigenveröffentlichung; Wiederveröffentlichungen durch Cruz del Sur Music bzw. High Roller Records)
- 2016: Take Me Home (Single, High Roller Records)
- 2017: Escape (EP, High Roller Records)

Demos
- 2009: Unbetitelt (Eigenveröffentlichung)
- 2009: Unbetitelt (Eigenveröffentlichung)
- 2009: High Spirits (Demo-Kompilation, Eigenveröffentlichung)
- 2013: 2013 (Demo-Kompilation, Eigenveröffentlichung)